# Municipio de Elder
El municipio de Elder (en inglés: Elder Township) es un municipio ubicado en el condado de Cambria en el estado estadounidense de Pensilvania. En el año 2000 tenía una población de 990 habitantes y una densidad poblacional de 29.4 personas por km².

## Geografía
El municipio de Elder se encuentra ubicado en las coordenadas 40°40′54″N 78°41′03″O / 40.68167, -78.68417.

## Demografía
Según la Oficina del Censo en 2000 los ingresos medios por hogar en la localidad eran de $30,577 y los ingresos medios por familia eran $35,347. Los hombres tenían unos ingresos medios de $28,409 frente a los $18,750 para las mujeres. La renta per cápita para la localidad era de $13,862. Alrededor del 8,6% de la población estaban por debajo del umbral de pobreza.